# Пінон папуанський
Пі́нон папуанський (Ducula perspicillata) — вид голубоподібних птахів родини голубових (Columbidae). Ендемік Індонезії. Раніше вважався конспецифічним з серамським підвидом.

## Опис
Довжина птаха становить 41,5-43 см. Довжина хвоста становить 14,4-15,4 см, довжина крила 25,2-26 см, довжина дзьоба 22-24 мм. Восковиця збільшена, пере біля основи дзьоба білі, решта обличчя, верхня частина голови і шия темно-сірі. Навколо очей помітні білі кільця. Потилиця має зеленуватий відтінок, спина, надхвістя і верхні покривні пера крил зелені з бронзовим або блакитнуватим металевим відблиском. Хвіст звеху чорнуватий з пурпурово-синім або зеленуватим металевим відблиском. Підборіддя біле, скроні темно-сірі. горло і нижня частина тіла світло-попелясто-сірі. Гузка сіра з буруватим відтінком. Райдужки темно-карі, оливково-карі або темно-червонувато-карі. Дзьоб блакитнувато-роговий, біля основи пурпурово-червоний. Лапи темно-червоні. У молодих птахів мателевий відблиск оперення відсутній.

## Поширення і екологія
Папуанські пінони є ендеміками Молуккських островів. Вони живуть у вологих рівнинних тропічних лісах, мангрових лісах, на плантаціях і в садах. Зустрічаються поодинці, парами, або невеликими зграйками, на висоті до 1400 м над рівнем моря. Живляться плодами.